# Уэки-Уочи-Гарденс (Флорида)
Уэки-Уочи-Гарденс (англ. Weeki Wachee Gardens) — статистически обособленная местность, расположенная в округе Эрнандо (штат Флорида, США) с населением в 1140 человек по статистическим данным переписи 2000 года.

## География
По данным Бюро переписи населения США статистически обособленная местность Уэки-Уочи-Гарденс имеет общую площадь в 3,63 квадратных километров, водных ресурсов в черте населённого пункта не имеется.
Статистически обособленная местность Уэки-Уочи-Гарденс расположена на высоте 1 м над уровнем моря.

## Демография
По данным переписи населения 2000 года в Уэки-Уочи-Гарденс проживало 1140 человек, 361 семья, насчитывалось 556 домашних хозяйств и 888 жилых домов. Средняя плотность населения составляла около 314,05 человек на один квадратный километр. Расовый состав населённого пункта распределился следующим образом: 97,98 % белых, 0,18 % — чёрных или афроамериканцев, 0,79 % — коренных американцев, 0,09 % — азиатов, 0,96 % — представителей смешанных рас, Испаноговорящие составили 1,14 % от всех жителей статистически обособленной местности.
Из 556 домашних хозяйств в 13,3 % воспитывали детей в возрасте до 18 лет, 56,7 % представляли собой совместно проживающие супружеские пары, в 5,0 % семей женщины проживали без мужей, 34,9 % не имели семей. 27,5 % от общего числа семей на момент переписи жили самостоятельно, при этом 10,4 % составили одинокие пожилые люди в возрасте 65 лет и старше. Средний размер домашнего хозяйства составил 2,05 человек, а средний размер семьи — 2,39 человек.
Население статистически обособленной местности по возрастному диапазону по данным переписи 2000 года распределилось следующим образом: 12,2 % — жители младше 18 лет, 3,7 % — между 18 и 24 годами, 18,0 % — от 25 до 44 лет, 39,5 % — от 45 до 64 лет и 26,7 % — в возрасте 65 лет и старше. Средний возраст жителей составил 54 года. На каждые 100 женщин в Уэки-Уочи-Гарденс приходилось 108,4 мужчин, при этом на каждые сто женщин 18 лет и старше приходилось 106,0 мужчин также старше 18 лет.
Средний доход на одно домашнее хозяйство статистически обособленной местности составил 29 826 долларов США, а средний доход на одну семью — 33 942 доллара. При этом мужчины имели средний доход в 36 389 долларов США в год против 19 583 доллара среднегодового дохода у женщин. Доход на душу населения статистически обособленной местности составил 29 826 долларов в год. 10,1 % от всего числа семей в населённом пункте и 9,0 % от всей численности населения находилось на момент переписи населения за чертой бедности, при этом 25,9 % из них были моложе 18 лет и 3,9 % — в возрасте 65 лет и старше.